# Egon Bondy's Happy Hearts Club Banned
Egon Bondy's Happy Hearts Club Banned je "studiové" album české undergroundové skupiny The Plastic People of the Universe. Album bylo nahrané v letech 1974–1975 na hradě Houska (kde jeho nahrání umožnil tehdejší kastelán Svatopluk Karásek) a v ateliéru v Praze. Album nemohlo být v tehdejším Československu vydáno a šířeno oficiálně; místo toho si fanoušci kopírovali nahrávku jeden od druhého, často ve špatné technické kvalitě. Skladbu „Magické noci“ předělal Vlasta Henych a jeho skupina Henych 666 a vyšla na EP Psychonaut v roce 2011.
Oficiálně vyšlo album ve Francii roku 1978, v Česku vyšla až v roce 2001 remasterovaná verze.
Název alba je parodií na název alba skupiny The Beatles Sgt. Pepper's Lonely Hearts Club Band. Většinu písní na nahrávce tvoří zhudebněné básně Egona Bondyho.

## Seznam skladeb
1. Dvacet
2. Zácpa
3. Toxika
4. Magické noci
5. M.G.M.
6. Okolo okna
7. Elegie
8. Podivuhodný mandarin
9. Nikdo
10. Jó-to se ti to spí
11. Já a Mike
12. Ranní ptáče
13. Francovka
14. Jednou nohou
15. Spofa blues
16. Apokalyptickej pták
17. Píseň brance

### Autoři skladeb
Všechnu hudbu na albu složil Milan Hlavsa.
Texty
- Egon Bondy (1–4, 6–10, 12, 13, 15)
- Kurt Vonnegut, Jr., přeložil Jaroslav Kořán (11)
- Pavel Zajíček (16)
- František Pánek (17)

### Nahráno
- hrad Houska, prosinec 1974 (skladby 1–14)
- hrad Houska, únor 1975 (skladba 15)
- atelier Dany Müllerové, Praha-Radlice, 24. listopad 1975 (skladby 16–17)

## Sestava
- Milan Hlavsa – baskytara, zpěv
- Josef Janíček – klavifon, kytara, vibrafon, zpěv
- Jiří Kabeš – housle, zpěv
- Vratislav Brabenec – altsaxofon
- Jiří Šula – bicí
- Jaroslav Vožniak – bicí
- Vasil Šnajdr – flétna
- Zdeněk "Pájka" Fišer – theremin